# تفجير سوق محانيه يهودا 2002
تفجير سوق محانيه يهودا 2002 كان تفجير انتحاري وقع في 12 أبريل 2002 في محطة حافلات تقع عند مدخل سوق محانيه يهودا الذي يعد سوق الخضار والفاكهة الرئيسي في القدس. اختير موقع الهجوم من أجل إيقاع أكبر عدد من الضحايا. قتل 6 أشخاص في الهجوم وأصيب 104. وأعلنت كتائب شهداء الأقصى مسؤوليتها عن الهجوم.

## الهجوم
في يوم الجمعة 12 أبريل 2002، فجرت فلسطينية انتحرية عمرها 17 سنة عبوة ناسفة مخبأة في جسدها بعد وقت قصير من الساعة 04:00 م في محطة حافلات تقع عند مدخل سوق شعبية في الهواء الطلق، مما أسفر عن مقتل ستة مدنيين وإصابة 104 أشخاص، العديد منهم من المراهقين والسياح. أثناء الهجوم كان عمدة القدس في ذلك الوقت إيهود أولمرت يزور سوق محانيه يهودا.

### حالات الوفاة
- نيسان كوهن، 57، من راموت[2][3]
- يلينا كونراف، 43، من بسغات زئيف[3][4]
- ريفكا فينك، 75، من القدس[3][5]
- زوهيلا هوشي، 47، مواطن صيني، من جيلو[3][6]
- لين تشين ماي، 34، مواطن صيني[3][7]
- تشاي زين تشانغ، 32، مواطن صيني[3][8]

## روابط خارجية
- "Terrorist responsible for planning April 12 suicide bombing in Jerusalem arrested during Operation Defensive Shield"، وزارة الخارجية الإسرائيلية؛ وصل في 6 مايو 2002.
- Suicide bomber strikes bus stop in downtown J'lem; injuries reported، هاآرتس، 12 أبريل 2002.